# ميتش بيتروس
ميتش بيتروس (بالإنجليزية: Mitch Petrus)‏ هو لاعب كرة قدم أمريكية أمريكي، ولد في 11 مايو 1987 في كارلايسل في الولايات المتحدة.

## وصلات خارجية
- ميتش بيتروس على موقع مرجع كرة القدم المحترفة.كوم (الإنجليزية)